# West Kilbride
West Kilbride är en ort i Storbritannien.   Den ligger i kommunen North Ayrshire och riksdelen Skottland, i den nordvästra delen av landet, 500 km nordväst om huvudstaden London. West Kilbride ligger 80 meter över havet och antalet invånare är 4 321.
Terrängen runt West Kilbride är platt söderut, men åt nordost är den kuperad. Havet är nära West Kilbride åt sydväst. Runt West Kilbride är det tätbefolkat, med 683 invånare per kvadratkilometer. Närmaste större samhälle är Kilwinning, 9,6 km öster om West Kilbride. Trakten runt West Kilbride består i huvudsak av gräsmarker.